# Americanas (Machado de Assis)
Americanas é título de um livro de poemas do escritor brasileiro Machado de Assis, publicado em 1875, e que reúne poesias variadas, onde a tônica é o romântico retrato de personagens femininos do país antigo e em busca de identidade. As virtudes, portanto, são a tônica que perpassam todos os poemas.

## Poemas
Dentre os treze poemas deste volume, os seguintes trazem exemplo do estilo então marcante em Machado de Assis.

### Potira
O primeiro dos poemas, Potira - "Moça cristã das solidões antigas" - divide-se em duas partes, a primeira com nove cantos e a segunda com dezesseis, todos com versos decassílabos. Conta a história de uma casta esposa que, feita prisioneira, resiste ao estupro preferindo a morte.
O mote para os versos encontrou-o Machado no relato de Simão de Vasconcelos, em Crônica da Companhia de Jesus, volume 3º, que narra terem os tamoios feito prisioneira uma mulher que declarou-se casada e cristã e que não trairia os votos, sendo cruelmente morta pelo chefe da empresa.
Em Nota, Machado de Assis informa que Vasconcelos não declinara o nome da índia. E, ainda, que "não foi o caso desta tamoia o único em que tão galhardamente se manifestou a fidelidade conjugal e cristã. O padre Anchieta, na carta escrita ao padre-mestre Lainez, a 16 de abril de 1563, menciona o exemplo de uma índia, mulher de um colono, a qual, depois de lho matarem os índios, caiu em poder destes, cujo Principal a quis violentar. Ela resistiu e desapareceu. Os índios fizeram correr a voz de que se matara; Anchieta supõe que eles mesmos lhe tiraram a vida. Caso análogo é referido pelo padre João Daniel (Tesouro descoberto no Amazonas, p. 2a, cap. III); essa chamava-se Esperança e era da aldeia de Cabu."

### Niani
Com subtítulo de História Guaicuru, este poema divide-se em cinco cantos, retratando uma mulher traída pelo amado e, ante a afronta, liberta um cativo seu e morre em seguida:
Que assim se morre de amores

Aonde habita o jaguar,

Como as princesas morriam

Pelas terras de além-mar.
Em nota, Machado revela ter familiaridade com estórias desse povo, narrando o seguinte:
"Os Guaicurus dividem-se em nobres, plebeus ou soldados, e cativos. Do próprio texto que me serviu para esta composição se vê até que ponto repugna aos nobres toda a aliança com pessoas de condição inferior.
 A este propósito direi a anedota que me foi referida por um distinto oficial de nossa armada, o capitão-de-fragata Sr. Henrique Batista, que em 1857 esteve no Paraguai comandando o Japorá, entre o forte Coimbra e o estabelecimento Sebastopol. Ia muita vez a bordo do Japorá um chefe guaicuru, Capitãozinho, muito amigo da nossa oficialidade. Tinha ele uma irmã, que outro chefe guaicuru, Lapagata, cortejava e desejava receber por esposa. Lapagata recebera o título de capitão das mãos do presidente de Mato-Grosso. Opunha-se com todas as forças ao enlace o Capitãozinho. Um dia, perguntando-lhe o Sr. H. Batista porque motivo não consentia no casamento da irmã com Lapagata, respondeu o altivo Guaicuru:
— Oponho-me, porque eu sou capitão por herança de meu pai, que já o era por herança do pai dele. Lapagata é capitão de papel.

### A Cristã-Nova
Poema dividido em duas partes, com nove e vinte cantos respectivamente. Retrata a angústia de uma filha, convertida ao cristianismo, tem o pai ameaçado da morte pela Santa Inquisição por ser judeu. Nuno, o amado de Ângela - a cristã-nova - vem prendê-lo, mas ela também se entrega ao suplício, embora convicta da nova fé.
Machado registra: "Ângela pratica o inverso daquele conselho atribuído aos rabinos de Constantinopla, respondendo aos judeus de Espanha, isto é, que batizassem os corpos, conservando as almas firmes na Lei. Ângela conserva o batismo da alma, e entrega o corpo ao suplício como se fosse verdadeiramente judeu. Nega a fé com os lábios, confessando-a no coração: maneira de conciliar o sentimento cristão e a piedade filial. Era mais ortodoxo, de certo, confessar publicamente a fé, sem nenhum respeito humano; cumpre observar, porém, que isto é uma composição poética, não um compêndio de doutrinas morais."

### José Bonifácio
Versos que homenageiam José Bonifácio, compostos, segundo o autor, "por ocasião de ser inaugurada a estátua do patriarca da Independência, em 7 de
setembro de 1873. Pediu-mos o Sr Comendador J. Norberto de S. S., ilustrado vice-presidente do Instituto Histórico e membro da comissão que promovera aquele monumento. Não podia haver mais agradável tarefa do que esta de prestar homenagem ao honrado cidadão, cujo nome a história conserva ligado ao do Fundador do Império."

### Cantiga do Rosto Branco
É em verdade a versão de Machado de Assis para um canto indígena, que fora registrado por Chateaubriand. Segundo informa o autor:
"o original é propriamente indígena. Pertence à tribo dos Mulcogulges (...) Tinham aqueles selvagens fama de poetas e músicos, como os nossos Tamoios. “Na terceira noite da festa do milho, lê-se no livro de Chateaubriand, reúnem-se no lugar do conselho; e disputam o prêmio do canto. O prêmio é conferido pelo chefe e por maioria de votos: é um ramo de carvalho verde. Concorrem as mulheres também, e algumas têm saído vencedoras; uma de suas odes ficou célebre.”
A ode célebre é a composição que trasladei, para a nossa língua. O título na tradução em prosa de Chateaubriand é — Chanson de la chair blanche."

### Sabina
Sabina é uma mucama, bela e jovem que, seduzida pelo jovem senhor Otávio, com ele tem um filho; o rapaz, entretanto, casa-se com uma outra, de seu círculo social, levando Sabina a tentar contra a própria vida, desistindo, porém, atendendo ao chamado da maternidade.
Ia a cair nas águas,

Quando súbito horror lhe toma o corpo;

Gelado o sangue e trêmula recua,

Vacila e tomba sobre a relva. A morte

Em vão a chama e lhe fascina a vista;

Vence o instinto de mãe. Erma e calada

Ali ficou. Viu-a jazer a lua

Largo espaço da noite ao pé das águas,

E ouviu-lhe o vento os trêmulos suspiros;

Nenhum deles, contudo, o disse à aurora.

### Outros poemas
A temática indígena perpassa ainda nos versos de "Lua Nova", onde canta Jaci; em "A Visão de Jaciúca", onde um grupo de guerreiros lamenta a extinção de seu povo; em "Última Jornada" retrata o amor entre um casal de índios. E, finalmente, em "Os Orizes (fragmento)" - o autor planeara ampliar esses versos - motivado que fora pela "(...) aspereza dos costumes daquele povo, habitante do sertão da Bahia, cerca de duzentas léguas da capital, sua rara energia, as circunstâncias singulares da conquista e conversão da tribo, eram certamente um quadro excelente para uma composição poética. Ficou um fragmento, que ainda assim não quis excluir do livro."
Compõem ainda a obra uma elegia "A Gonçalves Dias", poeta cuja morte no mar lamenta Machado em seu canto; O simbolismo de "A Flor do Embiruçu" e "Os Semeadores" completam os poemas desse livro.

## Fonte e referência
- Os versos, comentários e notas foram extraídos da versão digital da obra "Americanas", feita pelo Ministério da Cultura, Fundação Biblioteca Nacional e Departamento Nacional do Livro.